# Landeskalibrierstrecke Berlin-Adlershof

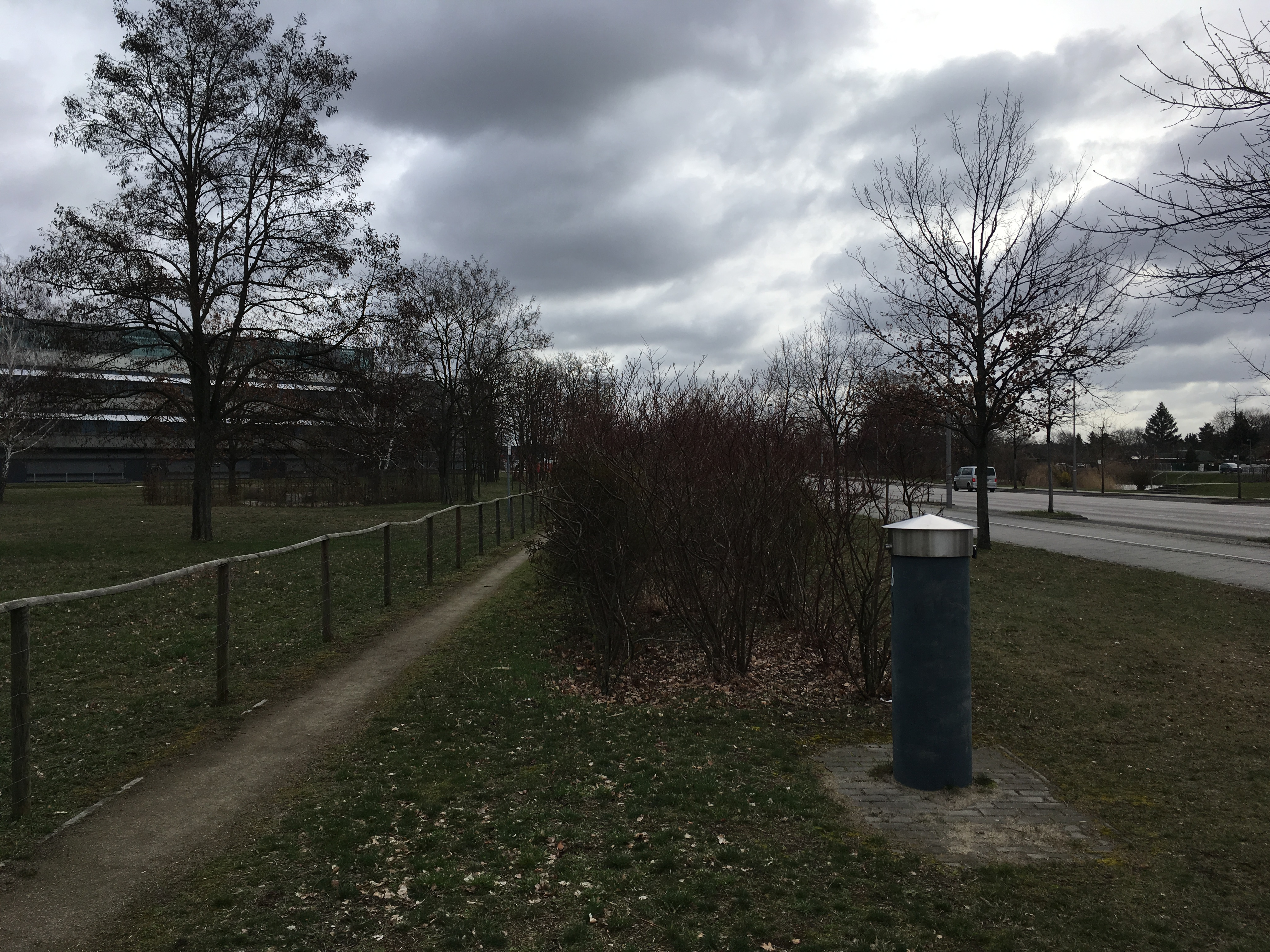
Landeskalibrierstrecke am Ernst-Ruska-Ufer in Berlin

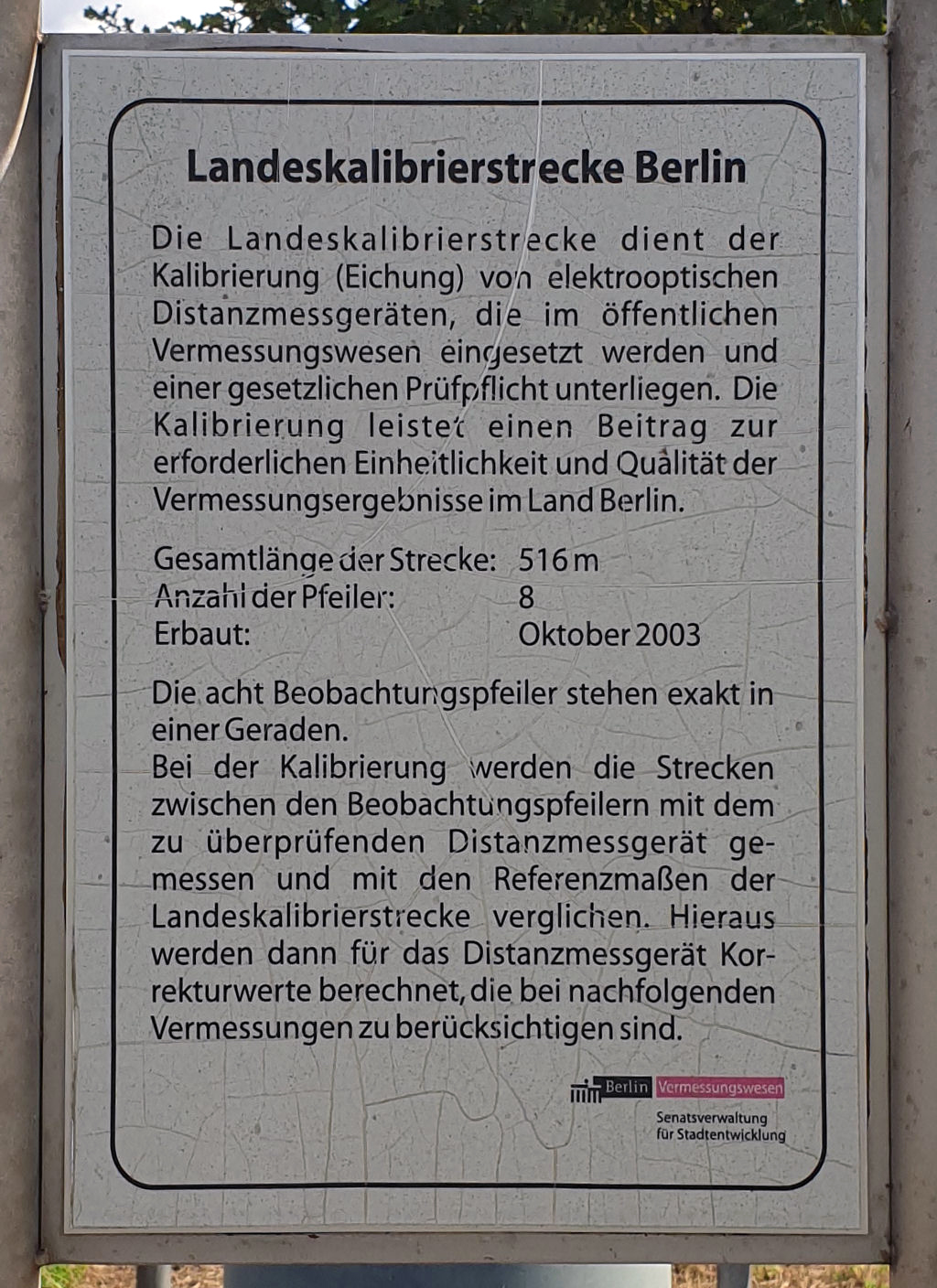
Ernst-Ruska-Ufer, in Berlin-Adlershof

Die Landeskalibrierstrecke Berlin-Adlershof ist eine Messeinrichtung zur Kalibrierung von elektrooptischen Entfernungsmessgeräten (EDM). Sie befindet sich in einer Grünanlage parallel zum Ernst-Ruska-Ufer in Berlin-Adlershof.

## Hintergrund
Vor einer ersten Inbetriebnahme oder nach einer Reparatur sollten EDMs kalibriert werden, um die gewünschte bzw. geforderte Genauigkeit der Messergebnisse zu gewährleisten. Aber auch in Betrieb befindliche Geräte sollten in einem regelmäßigen Turnus überprüft werden. Dabei wird besonderen Wert auf die Maßstabs- sowie die Nullpunktkorrektion gelegt. Die Abteilung Geoinformation der Senatsverwaltung für Stadtentwicklung und Wohnen stellt daher eine Landeskalibriereinrichtung zur Verfügung, mit der diese beiden Qualitätsaspekte einer Messung überprüft werden können. Zur Überprüfung der Maßstabskorrektion steht bei der Senatsverwaltung ein Messplatz mit einer Frequenzprüfeinrichtung zur Verfügung. Zur Überprüfung der Nullpunktkorrektion wurde die Landeskalibrierstrecke errichtet. Sie kann von den Vermessungsämtern des Landes Berlin, öffentlich bestellten Geodäten sowie anderen behördlichen und privaten Stellen in Anspruch genommen werden.

## Lage und Aufbau
Das Ernst-Ruska-Ufer verläuft im betroffenen Bereich in West-Ost-Richtung parallel zum Teltowkanal. Dort befindet sich nördlich der Straße eine Grünfläche. Wenige Meter westlich der nach Nordosten abzweigenden Albert-Einstein-Straße beginnt die Messstrecke. Sie verläuft von dort in östlicher Richtung bis zum Havestadtplatz. Die Messstrecke hat eine Länge von 516 Metern und besteht aus insgesamt acht Messpfeilern. Diese wurde so angeordnet, dass unterschiedliche Teilstrecken zwischen 17,50 m und 516,00 m angesprochen werden können. Die Pfeiler reichen rund zwei Meter tief in den Erdboden; der Einsatz von Bewehrungsstahl sowie eine zusätzliche Isolierung sorgen – auch bei Wärme- oder Kälteeinwirkung – für eine hinreichend stabile Lage im Boden. Zur stabilen Fixierung der Messgeräte sind sie mit geeigneten Passungen versehen. Adapterbolzen sowie Schlüssel zum Öffnen der Abdeckungen sind bei der Senatsverwaltung erhältlich. Laut Aussage der Senatsverwaltung sind die atmosphärischen Verhältnisse durch die offene Lage „nahezu einheitlich“.